# Azzeddine Ourahou
Azzeddine Ourahou (12 de agosto de 1984) é um futebolista profissional marroquino que atua como meia.

## Carreira
Azzeddine Ourahou representou a Seleção Marroquina de Futebol nas Olimpíadas de 2004.